# توم انبرگ
توم انبرگ (فنلاندی: Tom Enberg؛ زادهٔ ۲۶ اوت ۱۹۷۰) بازیکن فوتبال اهل فنلاند بود.
وی همچنین در تیم ملی فوتبال فنلاند بازی کرده‌است.